# Камалян, Арсен Грантович
Арсен Грантович Камалян (арм. Արսեն Քամալյան, 14 июня 1959, Ереван) — армянский политический и государственный деятель.
- 1966—1976 — средняя школа им.Дзержинского (г. Ереван).
- 1976—1981 — факультет механизации сельского хозяйства Ереванского сельскохозяйственного института.
- 1981—1984 — работал инженер-конструктором, начальником технического отдела Масисского механического завода «Главармводстроя».
- 1984—1987 — начальник производственного отдела в Балаовитском ремонтном заводе «Главармводстроя».
- 1988—1989 — инженер экспериментального завода «Армглавводстрой».
- 1989—1991 — надзиратель Ленинского района (г. Ереван).
- 1991—1995 — работал в аппарате государственной налоговой службы Армении.
- 1995—1996 — был министром по связи с национальным собранием Армении.